# Ivo Kahánek
Ivo Kahánek (* 23. května 1979 Frýdek-Místek) je český pianista a hudební pedagog. Jako klavírní virtuos se zaměřuje na repertoár od baroka po soudobou hudbu, s těžištěm v romantismu.

## Vzdělání
Ivo Kahánek je absolventem Janáčkovy konzervatoře v Ostravě ve třídě Marty Toaderové a Akademie múzických umění v Praze (HAMU) ve třídě profesora Ivana Klánského. Jeden semestr postgraduálního studia absolvovoval na londýnské Guildhall School of Music and Drama u Ronana O'Hory. Zúčastnil se mistrovských kurzů pod vedením Karl-Heinze Kämmerlinga, Christiana Zachariase, Alicie de Larrocha, Imogen Cooper, Petera Frankla a dalších osobností. V roce 2019 se habilitoval na HAMU v oboru Hudební umění – klavír. 
V roce 2004 se stal absolutním vítězem mezinárodní hudební soutěže Pražské jaro a již předtím získal ocenění v Česku i ve světě (Maria Canals Piano Competition v Barceloně, Vendome Prize ve Vídni, Stiftung Tomassoni Wettbewerb v Kolíně nad Rýnem, Mezinárodní soutěž Fryderyka Chopina v Mariánských Lázních, Concertino Praga aj.).  

## Klavírní kariéra
Po debutech na festivalu Beethovenfest v Bonnu a na Pražském jaru obdržel pozvání od Symfonického orchestru BBC k vystoupení na festivalu BBC Proms v londýnské Royal Albert Hall. Tam v srpnu 2007 pod taktovkou Jiřího Bělohlávka provedl Klavírní koncert č. 4 „Inkantace“ Bohuslava Martinů, přenášený televizí a rádiem BBC i stanicí Vltava. Tento debut zpracovalo německé vydavatelství Deutsche Grammophon jako digitální download. 
V listopadu 2014 dvakrát vystoupil s Berlínskou filharmonií pod taktovkou Simona Rattlea. Po Rudolfu Firkušném se stal druhým českým pianistou v historii, jenž koncertoval s berlínským tělesem. Pravidelně spolupracuje s  Českou filharmonií. Koncertoval s BBC Scottish Symphony Orchestra, Orchestrem WDR Kolín nad Rýnem, Filharmonií Essen, Symfonickým orchestrem Hlavního města Prahy FOK, Symfonickým orchestrem Českého rozhlasu, Pražskou komorní filharmonií či Filharmonií Brno. Mezi dirigenty, s nimiž spolupracoval, se zařadili Pinchas Steinberg, Vladimir Ashkenazy, Jiří Bělohlávek, Zdeněk Mácal, Jakub Hrůša či Tomáš Netopil.
Od června 2025 je ředitelem Pražské konzervatoře.

## Nahrávky
Ivo Kahánek podepsal v roce 2007 exkluzivní smlouvu s vydavatelstvím Supraphon Music. V jejím rámci nahrál díla Leoše Janáčka, Bohuslava Martinů, Gideona Kleina, Miloslava Kabeláče, Jeana Françaixe nebo Jacquesa Iberta. Jeho album (Janáček-Martinů-Kabeláč) získalo nejvyšší hodnocení v odborných časopisech Classics Today, Le Monde de la Musiquea Fanfare. Pravidelně natáčí pro Český rozhlas a Českou televizi.  Nahrál album věnované Fryderyku Chopinovi (Sonáta h-moll, čtyři Scherza). 